# 辛光洙事件
辛光洙事件（シン・グヮンスじけん）は、北朝鮮（朝鮮民主主義人民共和国）による日本人拉致事件、ならびにスパイ事件。主犯の北朝鮮工作員辛光洙は、大阪府在住の調理師原敕晁を背乗り目的で1980年6月に拉致したのち、彼になりすまして多年にわたり日本国内や韓国（大韓民国）において工作活動に従事した。辛光洙事件の被害者は、大阪市生野区鶴橋の中華料理店「宝海楼」勤務の調理師、原敕晁（1936年8月2日生まれ、当時43歳）であり、実行犯は辛光洙のほか、金吉旭および李三俊である。この事件を指示したのは、対外情報調査部副部長の姜海龍であった。

## 概要

### 拉致事件
辛光洙事件の被害者である原敕晁は、在日朝鮮人の李三俊（リ・サムジュン、通称「星山俊夫」）が経営する大阪市生野区鶴橋の中華料理店「宝海楼」にコックとして働いていた。辛光洙は、1973年（昭和48年）に日本に密入国して以来、何度も北朝鮮との間を往復し、在日朝鮮人を工作員として組織する一方、韓国についての情報を集めるなどの職務に就いていた。金正日朝鮮労働党書記は、辛光洙に対し「日本人を拉致して北に連行し、日本人として完全に変身した後、対韓国工作活動を続けよ」との指示を下した。これを受けた辛は1980年4月、かねてより工作員として抱き込んでいた李三俊在日朝鮮人大阪府商工会理事長らに対し、以下のように指示した。それは、
1. 未婚者で親類縁者がないこと
2. 日本の旅券を一度も発給されたことがなく、前科もなく、顔写真や指紋が当局にとられていないこと
3. 借金や銀行預金がないこと
4. 長期間行方不明になっても騒がれる心配がないこと

などの条件にあう45歳から50歳くらいの日本人男性を探せというものだった。
星山俊夫こと李三俊は、自身が経営する鶴橋・千日前通の「宝海楼」の従業員原敕晁に目をつけた。原は独身で身寄りがないと思われていたからであった。李三俊は原に「いつまでもこの仕事ではきついだろう。知り合いに事務職を募集している会社があるから、そちらに行ってみてはどうか」と持ちかけ、貿易会社の社員になることを勧めた。こうして「貿易会社」による原敕晁の面接がおこなわれることになったが、貿易会社の重役として辛光洙らとともに臨んだのが大阪朝鮮初級学校元校長の金吉旭であった。金吉旭自身は、日本人で45歳から50歳くらいの男性と20歳くらいの女性の拉致を命じられていた。
原の「採用面接試験」がおこなわれたのは、1980年6月、新御堂筋の高級料亭2階の座敷においてであった。面接には、朝鮮総連大阪商工部の幹部が「貿易会社社長」として現れ、カバンから100万円の現金を取り出して辛に手渡し、「自分は時間がないので、君たちだけでこの金で旅行でもして、数日後に海岸の私の別荘でまた会おう」と言ってその場を立った。面接は、李三俊、李三俊から紹介された辛光洙と金吉旭の3名によっておこなわれた。辛光洙は「貿易会社専務」、金吉旭は「貿易会社常務」の役を演じた。面接試験もかたちばかりのもので、実際には簡単な会話のやり取りの結果「採用」が決まり、すぐに酒宴となった。その夜したたかに酔わされた原は、辛らとともに夜行列車で宮崎市に向かった。宮崎の青島海岸には社長の別荘があるので、そこへ行こうという話になったのである。途中、拉致誘拐の類であることを疑われないよう、万全を期して大分県別府市で一泊した。
宮崎市に着いた辛光洙は原敕晁に、寝るには早いので海岸を散歩しようと誘い、青島海岸まで連れていった。すると、そこで待機していた北朝鮮工作員4人が現れた。危険を察知した原は逃げようとしたが、辛と工作員は原敕晁に襲いかかり、原の両手を縛りあげて猿ぐつわで口をふさぎ、布袋で覆ってからゴムボートに乗せて工作船に運び、辛光洙がそれに同行して、4日後の朝、北朝鮮の南浦港に着いた。

### 辛光洙の工作活動と逮捕・収監
辛光洙は原敕晁の拉致後、同人になりすまして海外渡航を繰り返した。1985年にソウル特別市内で韓国当局に逮捕され、その取り調べによって辛は日本人を拉致したこと、その拉致した日本人に「背乗り」（はいのり）、つまり成りすまして工作活動を行ってきたことを自供した。韓国の裁判所はこれを事実として有罪判決を下した。辛光洙の供述によれば、原敕晁拉致を幇助したのは朝鮮総連に所属する商工人の李三俊と李吉柄（リ・キルビョン）であり、辛は原に成りすまして日本と韓国で北朝鮮工作員として暗躍したという。
逮捕に至った手がかりは、辛光洙が日本で利用していた土台人のネットワークを構成する者が、辛光洙のことを日韓の公安当局に通報したことによる。
辛光洙は当初、死刑判決を受けたが、1988年12月20日に無期懲役に減刑。1999年12月31日、金大中大統領によるミレニアム恩赦で釈放され、2000年9月2日、「非転向長期囚」として北朝鮮に送還された。
北朝鮮政府は、拉致実行犯は処罰したと説明しているが、一方で辛光洙は拉致実行後に金正日から大きな功績があったとして「国旗勲章1級」を授与され、英雄として北朝鮮の記念切手にもなっている。

### 原敕晁の安否情報と犯人らの消息
北朝鮮側情報では、北朝鮮当局は「本人の金儲けと歯科治療」の意向を受け、1980年（昭和55年）6月17日に原敕晁を宮崎市青島海岸から連れ去ったものだと主張している。しかし、この説明は辛光洙自身が韓国で供述した内容とは大きく隔たっている。北朝鮮側はまた、原はアベック失踪事件（新潟・福井・鹿児島カップル3組の拉致犯罪事件）の直前（1978年6月）に拉致した田口八重子と1984年（昭和59年）に結婚したとしており、原は1986年（昭和61年）7月19日に肝硬変で死亡、田口八重子は同年7月30日に交通事故で死亡したと説明した。もし、これが本当なら、原敕晁48歳、田口八重子29歳での結婚ということになるが、他のカップルとは異なり、この2人には拉致以前にまったく接点がなく、田口八重子の兄飯塚繁雄も「八重子が、年齢差が20歳近くもある相手を選ぶとは考えにくい」としている。この件については、日本政府が安否を求めた13人のなかから北朝鮮側が単に恣意的に結び付けただけではないかという見方が有力である。遺体について、北朝鮮側は2人は一緒の墓に埋葬していたが、1995年7月の洪水で流失したと説明している。いずれにしても、原敕晁の「死亡情報」その他は北朝鮮が一方的に伝えてきただけにすぎず、彼の安否は依然不明のままである。
辛光洙が1985年に逮捕されたのち、済州島に移り住んでいた金吉旭を取材したのは朝日放送テレビの石高健次である。金吉旭は石高の取材に対し、自分が拉致実行犯であることを認めたが、その際、地面にうずくまって号泣し、慙愧に耐えない様子であったという。ジン・ネット（番組制作会社）の北朝鮮問題取材班もまた3度にわたって金吉旭に取材を申し込んだが、いずれも拒否された。しかし、取材を振り切って自宅内に逃げ込もうとする金吉旭に「宮崎で原さんを拉致しただろう」とジン・ネット取材班のメンバーが詰め寄ると、彼は苦し紛れに「おれは別府までしか行ってない」と答えたという。
警視庁公安部は「宝海楼」の家宅捜索を実施後、工作員の辛光洙、共犯者の金吉旭、さらにその後の調べで、辛らに資金を提供するなどして拉致を指示した対外情報調査部副部長の姜海龍を2011年に国際手配し、北朝鮮に対し所在の確認と身柄の引き渡しを要求している。なお、2016年7月23日の朝鮮中央テレビの映像には辛光洙とみられる人物の姿が確認されている。また、ジン・ネットの取材によれば、日本にのこった李三俊らは事情聴取すらされた形跡がなく、事件前同様「宝海楼」を営業し、普通に暮らしていたという。韓国にて服役していた金吉旭は2018年3月13日に死亡したことが2023年11月になって韓国政府より日本政府に伝えられ、日本の警視庁公安部は韓国政府より提供された資料を基に金吉旭の死亡を確認。翌2024年4月2日に警視庁は国際手配を解除し、逮捕状を裁判所に返還したと発表した。

## 在日韓国人政治犯釈放の要望書について
1989年7月、韓国の民主化運動で逮捕された在日韓国人政治犯29名の釈放を嘆願するという趣旨の要望書が、当時の日本社会党・公明党・社会民主連合・無所属の議員有志133名の署名とともに韓国政府へ提出された。このとき釈放要望対象となった政治犯29名の中に、本事件の実行犯である辛光洙や金吉旭など北朝鮮スパイの名が複数含まれていたことが判明し、金正日が北朝鮮による日本人拉致実行を認めた2002年9月以降、同年10月19日に当時官房副長官であった安倍晋三が土井たか子・菅直人を名指しで「極めてマヌケな議員」と評するなど、署名した国会議員は保守政治家や日本共産党などから厳しく批判された。このような批判に対して、菅直人は「釈放を要望した人物の中に辛光洙がいるとは知りませんでした。 そんな嘆願書に署名したのは私の不注意ですので、今は率直にお詫びしたい」 と謝罪した。
これに対し、公明党や社民党などからは、当時の社会状況をまじえた、以下のような釈明があった。
- 当時の日本国内での政治犯釈放要求運動の対象はもっぱら、「学園浸透スパイ団事件の首謀者」とされた徐勝・徐俊植兄弟の救援であった。当時の日本国内における日本人拉致問題の認識は「北朝鮮工作員による拉致の疑いがある」という程度のものであり、警察庁の捜査も進展していなかった。辛光洙をはじめとする実行犯の氏名や具体的な犯行内容については、国会議員だけでなく一般社会でも全く認知されておらず[26]、当時は辛光洙が拉致事件に関与していたことは、ほとんど明らかにはなっていなかった[27]。

一方、共産党や自民党は以下のような反論・追及を行っている。
- 要望書が提出される1年前、1988年3月26日の参議院予算委員会において、日本共産党（橋本敦議員）が辛光洙事件について質疑・追及しており[28]、署名議員も予算委員として委員会に出席していた（社会党5名、公明党2名、無所属1名）。国会議員が事実を知らなかったこと自体が、まったくおかしな話だ[29][30]。

また、共産党は自民党議員がこの件を取り上げた際、自民党に対して「自公連立の友党である公明党の議員が署名していたことについて、何の言及もしないのは二重基準だ」と指摘している。

### 要望書の内容
私どもは貴国における最近の民主化の発展、とりわけ相当数の政治犯が自由を享受できるようになりつつあることを多とし、さらに残された政治犯の釈放のために貴下が一層の主導権を発揮されることを期待しています。在日関係のすべての「政治犯」とその家族が希望に満ちた報せを受け、彼らが韓国での社会生活におけるすぐれた人材として、また日韓両国民の友好のきづなとして働くことができる機会を与えて下さるよう、ここに心からお願いするものであります。
1989年
大韓民国盧泰愚大統領貴下
日本国国会議員一同

### 要望書に署名した国会議員
- 日本社会党[注釈 7]

衆議院
阿部未喜男、五十嵐広三、池端清一、石橋大吉、石橋政嗣、伊藤茂、伊藤忠治、稲葉誠一、井上泉、井上一成、井上普方、岩垂寿喜男、上田哲、上田利正、上原康助、大原亨、大出俊、緒方克陽、岡田利春、小川国彦、奥野一雄、小沢克介、加藤万吉、角屋堅次郎、河上民雄、河野正、川崎寛治、川俣健二郎、木間章、上坂昇、小林恒人、左近正男、佐藤観樹、佐藤敬治、佐藤徳雄、沢田広、沢藤礼次郎、渋沢利久、嶋崎譲、清水勇、城地豊司、新村勝雄、新盛辰雄、関山信之、高沢寅男、田口健二、竹内猛、田中恒利、田邊誠、田並胤明、辻一彦、土井たか子、戸田菊雄、永井孝信、中沢健次、中西績介、中村茂、中村正男、野口幸一、野坂浩賢、馬場昇、早川勝、広瀬秀吉、細谷治嘉、堀昌雄、前島秀行、松前仰、水田稔、三野優美、武藤山治、村山喜一、村山富市、安田修三、山口鶴男、山下八洲夫、山花貞夫、吉原米治、渡部行雄
参議院
青木薪次、赤桐操、穐山篤、秋山長造、一井淳治、糸久八重子、稲村稔夫、及川一夫、大木正吾、大森昭、小川仁一、小野明、梶原敬義、粕谷照美、久保亘、久保田真苗、小山一平、佐藤三吾、志苫裕、菅野久光、鈴木和美、高杉廸忠、千葉景子、対馬孝且、中村哲、野田哲、浜本万三、福間知之、渕上貞雄、松前達郎、松本英一、丸谷金保、村沢牧、本岡昭次、八百板正、安恒良一、安永英雄、矢田部理、山口哲夫、山本正和、渡辺四郎
- 公明党

衆議院：小川新一郎、鳥居一雄、西中清
参議院：猪熊重二、塩出啓典、和田教美
- 社会民主連合

衆議院：江田五月、菅直人
参議院：田英夫
- 無所属

衆議院：安井吉典（社会党系）
参議院：青島幸男、宇都宮徳馬、喜屋武真栄、山田耕三郎